# Кузнецов, Пётр Иванович (организатор сельского хозяйства)
Пётр Ива́нович Кузнецо́в (17 июня 1918, д. Коптево, Тульская губерния — 1 января 2006, с. Тулома, Кольский район, Мурманская область) — советский организатор сельского хозяйства. Заслуженный зоотехник РСФСР (1973). Почётный гражданин Мурманской области (2003).

## Биография
Родился 17 июня 1918 года в деревне Коптево Тульского уезда Тульской губернии. Окончил среднюю школу. Начинал трудовую жизнь слесарем на оружейном заводе в городе Тула. С 1938 сотрудник отдела технического контроля Тульского оружейного завода.

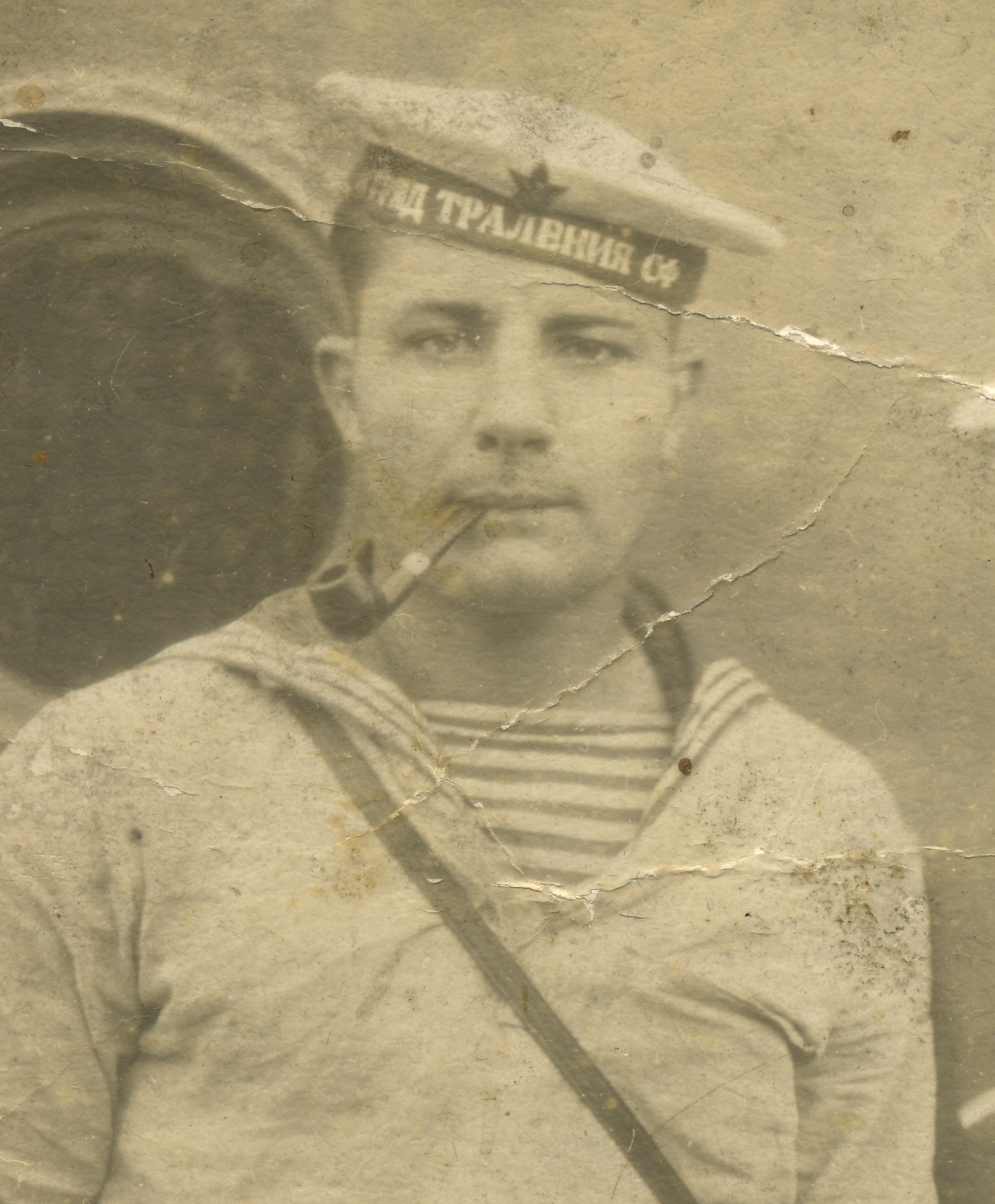
1940 г. Кузнецов П. И. Отряд траления Северного Флота

С 1939 года в рядах Военно-морского флота СССР. Служил матросом, затем старшиной II статьи на сторожевом корабле «Смерч» Северного флота до его потопления (1939—1941). На флоте до 1947 года. Участник советско-финской и Великой Отечественной войн. Принял участие в Петсамо-Киркенесской наступательной операции, освобождал Лиинахамари и Киркенес. Был ранен. Награждён Медалью «За Боевые Заслуги». Во время войны в бомбоубежище Мурманска познакомился с будущей женой — Надеждой Васильевной.
После войны в 1947—1951 годах был экспедитором техноснабжения на строительстве Ловозерского горно-обогатительного комбината. В 1951—1953 годах занимал должность заместителя директора зверосовхоза «Кольский».
В феврале 1954 стал председателем колхоза, а затем и директором совхоза «Тулома» (c. Тулома). В «Туломе» проработал на руководящей должности 35 лет. Начинал руководить колхозом когда в нём было 80 коров, 30 овец, 15 лошадей и 180 га пахотной земли; отсутствовали луга и пастбища. Тогда от каждой из коров надаивали не более 730 кг молока в год. Оплата труда составляла 30 копеек за трудодень. В хозяйстве трудилось 60 работников.

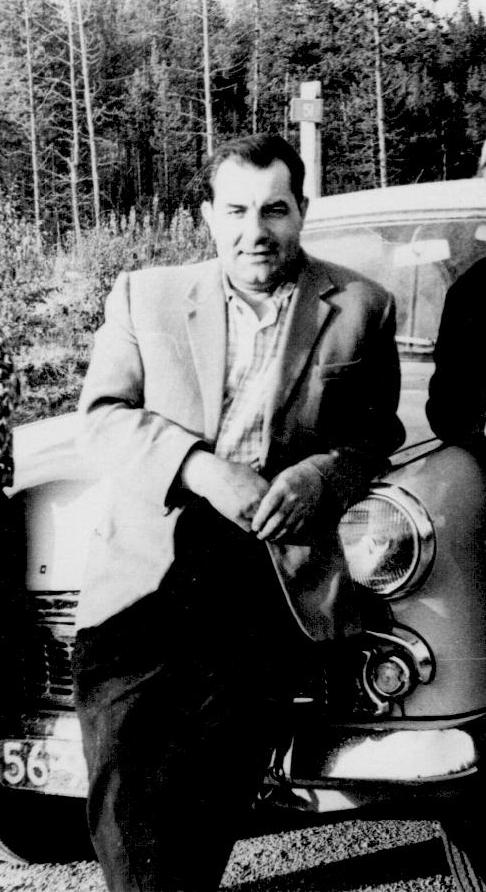
Директор совхоза «Тулома», 1967 г.

При Кузнецове колхоз был преобразован в совхоз, в нём активно развивалось молочное животноводство и пушное звероводство (песец, норка). Благодаря прибыльной работе совхоза развивалось и село Тулома: по инициативе главы предприятия были построены баня, детский сад, средняя и музыкальная школы, дом культуры, магазины и многоэтажные дома. П. И. Кузнецов внёс большой вклад чтобы сельское хозяйство стало одной из важнейших отраслей Кольского района и всей Мурманской области.
В 1969 году был делегирован на 3-й Всесоюзный съезд колхозников. В 1973 году Кузнецову было присвоено звание Заслуженный зоотехник РСФСР. В 1976 совхоз «Тулома» был награждён Орденом Трудового Красного Знамени. Двое доярок получили звание Герой Социалистического Труда: Варвара Земдиханова (1966) и Евстолия Шубина (1976).
Кузнецов превратил совхоз «Тулома» в одно из лучших хозяйств Мурманской области, создал одну из двух крупнейших в СССР молочных ферм. В 1980-х в совхозе было более 6 тыс. коров, 1,7 тыс. пушных зверей. В хозяйстве было занято около 600 работников. На месте деревянных ветхих домов в селе были отстроены благоустроенные многоэтажные здания.
В 1989 года на момент ухода Пётра Кузнецова на пенсию, поголовье скота «Туломы» составляло свыше 6 тыс. голов, пашня совзоза занимала площадь в 2169 га. Средний удой составлял до 5100 кг. 
Скончался 1 января 2006 года в селе Тулома. Похоронен на кладбище с. Туломы.

## Память

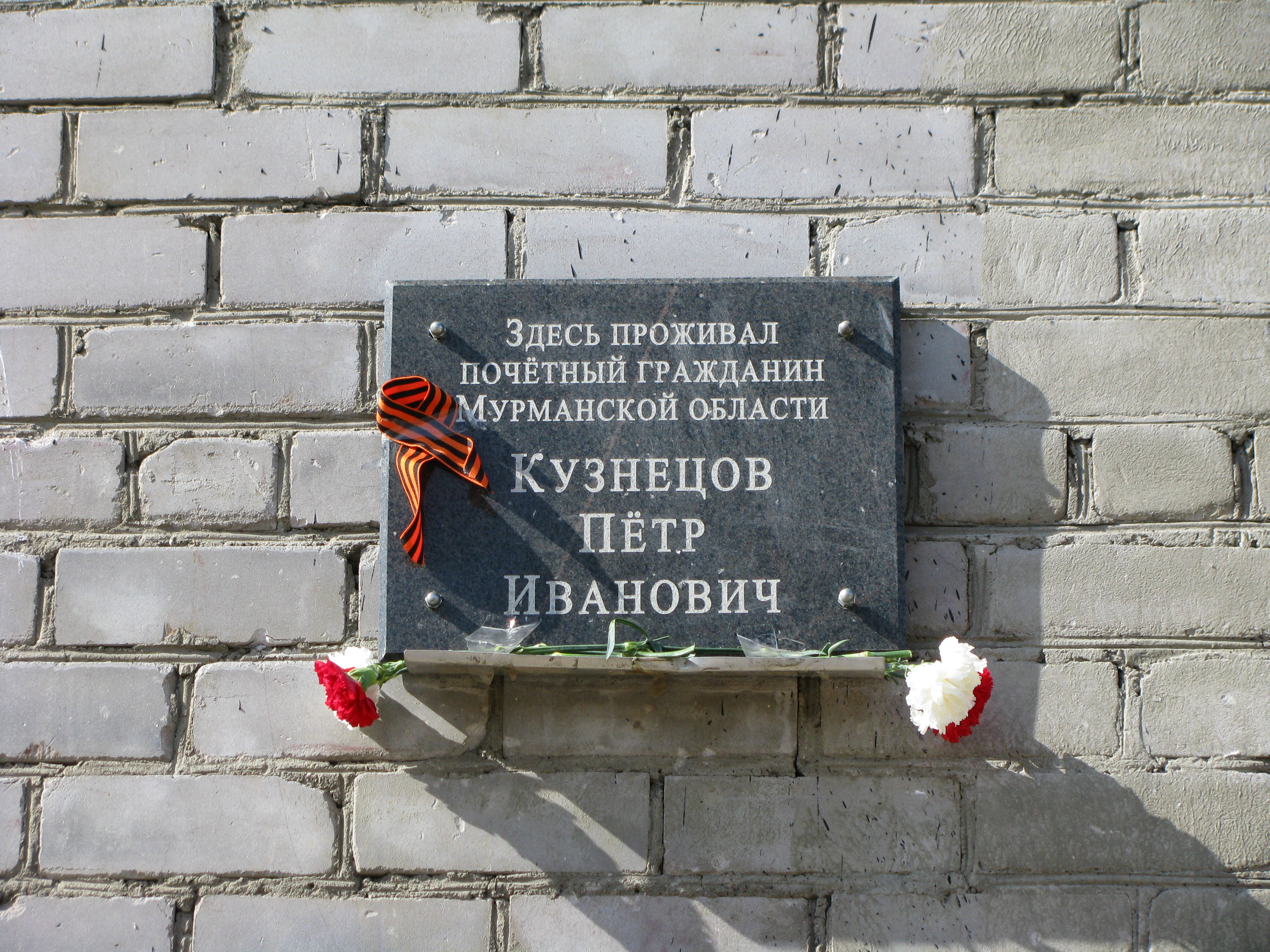
Мемориальная доска

- В селе Тулома на доме, где жил Пётр Иванович, в 2010 году установлена мемориальная доска[1].